# 于定国
于 定国（う ていこく、? - 紀元前40年）は、前漢の人。字は曼倩。東海郡郯県の人。丞相となった。

## 略歴
父の于公は裁判が公平であったことで東海郡で有名となり、生きているうちから祠が作られるほどであった。また住んでいる里の門を再建するとき、于公は「門は立派な車も通れるように大きくしてほしい。私は公平な裁判で陰徳をつんでいるから、子孫が立派な車に乗れるくらい出世するだろう」と言った。
于定国は父より法を学び、父の死後は父と同じ獄の役人となった。その後、廷尉史となり、御史中丞の従事に選ばれて反乱者の獄を担当した。能力が高いということで侍御史・御史中丞と昇進した。
元平元年（紀元前74年）に昭帝が死亡し昌邑王劉賀が即位したが劉賀は淫乱な行いがあり、于定国はそれを諌めた。劉賀が廃位され宣帝が即位すると、劉賀を諌めた者は皆抜擢され、于定国も抜擢されて光禄大夫・平尚書事となり、おおいに任用された。その後、本始3年（紀元前71年）に水衡都尉、地節元年（紀元前69年）に廷尉となった。
于定国は師を迎えて『春秋』を学び、儒者を重んじるようになった。また裁判における判決は弱者を憐れみ、罪が疑わしい場合は軽い方に従うことを常とし、慎重であった。そこで朝廷では「張釈之が廷尉となると天下に冤罪の民はいなくなった。于定国が廷尉となると民は冤罪を心配することがなくなった」と称えた。また于定国は酒飲みであったが、酒を飲んでいる方が込み入った案件をはっきりと裁けるほどであった。
廷尉を18年務め、甘露2年（紀元前52年）に杜延年に代わり御史大夫となった。甘露3年（紀元前51年）には死亡した黄覇の後任の丞相となり、列侯（西平侯）に封じられた。
宣帝が死亡し元帝の代になると旧臣であることから尊重された。また御史大夫陳万年は于定国と議論することはなかったが、新たに任命された貢禹はしばしば于定国に反対意見を述べた。ほとんどは丞相の方が取り上げられたが、折からの天災やそれによる流民の発生が大臣のせいだという議論が起こると、元帝は丞相や御史大夫を叱責した。永光元年（紀元前43年）、日食の発生などを再度叱責された于定国は職を辞した。
永光4年（紀元前40年）に死亡し、安侯と諡された。子の于永が列侯を継いだ。于永も後に御史大夫となった。